# Koprivna (Zenica, BiH)
Koprivna je naseljeno mjesto u gradu Zenici, Federacija Bosne i Hercegovine, BiH.

## Stanovništvo

### 1991.
Nacionalni sastav stanovništva 1991. godine, bio je sljedeći:
ukupno: 319
- Muslimani - 316 (99,06%)
- Srbi - 1 (0,31%)
- ostali, neopredijeljeni i nepoznato  - 2 (0,62%)

### 2013.
Nacionalni sastav stanovništva 2013. godine, bio je sljedeći:
ukupno: 309
- Bošnjaci - 301 (97,41%)
- Srbi - 1 (0,32%)
- ostali, neopredijeljeni i nepoznato - 7 (2,27%)